# Packet over SONET/SDH
Packet over SONET/SDH, zkráceně POS, je komunikační protokol využívající PPP (Point-to-Point Protocol) pro vysokorychlostní přenos dat optickými linkami SDH nebo SONET s použitím laserů nebo LED. POS definované dokumentem RFC 2615 využívá PPP – protokol navržený jako standardní metoda komunikace na dvoubodových spojích – přičemž při zapouzdřování PPP paketů do SONET/SDH rámců se používá scrambler, který řeší různé bezpečnostní útoky včetně Denial of service a napodobování alarmů SONET/SDH. Tato modifikace není příliš nákladná, protože algoritmus skremblingu byl již používán pro přenos ATM buněk sítěmi SONET/SDH. Skrembling může být zakázán, aby bylo možné komunikovat s uzly, které používají nyní zastaralou verzi POS podle RFC 1619 nepoužívající scrambler.

## Použití POS
Hlavní použití POS je podpora přenosu IP paketů v rozlehlých sítích. Velké množství provozu na Internetu využívá POS spoje. POS je také jedním z protokolů linkové vrstvy používaným sítěmi Resilient Packet Ring (IEEE 802.17).

## Historie POS
POS získalo důležitost v rozlehlých sítích díky implementaci firmy Cisco. Přispěla k tomu také firma PMC-Sierra, která vyrobila první sérii polovodičových zařízení implementujících POS.

## Detaily o jméno „POS“
POS (paket přes SONET) je dvojúrovňová zkratka. Písmeno „S“ reprezentuje „SONET/SDH“, což znamená „Synchronní optická síť/Synchronní digitální hierarchie“. Díky tomu POS technicky znamená „Paket přes Synchronní Optickou Síť/Synchronní Digitální Hierarchii“.

## Doplňková rozhraní
Rozhraní mezi zařízením zpracovávajícím pakety a zařízením, které je ukládá do rámců a implementuje POS zpravidla implementuje standardy řady System Packet Interface sdružení Optical Internetworking Forum, kam patří standardy SPI-4.2 a SPI-3 a jejich předchůdce PL-4 a PL-3. Zkratka PL-4 znamená POS-PHY Layer 4.